# Voleur de vie
Pour plus de détails, voir Fiche technique et Distribution.
Voleur de vie est un film français réalisé par Yves Angelo et sorti en 1998.
Il a été sélectionné à la Mostra de Venise 1998.

## Synopsis
Trois femmes vivent au bord de la mer. Le destin de l'une d'entre elles va remettre en cause le fragile équilibre de leurs relations.

## Fiche technique
- Réalisation : Yves Angelo
- Scénario : Yves Angelo, Nancy Huston, d'après le roman Tímaþjófurinn de Steinunn Sigurdardottir
- Producteur : Jean-Louis Livi
- Musique : Angélique Ionatos
- Image : Pierre Lhomme
- Montage : Thierry Derocles
- Durée : 105 minutes
- Date de sortie : 
  - France : 9 septembre 1998

## Distribution
- Emmanuelle Béart : Alda
- Sandrine Bonnaire : Olga
- André Dussollier : Jakob
- Vahina Giocante : Sigga
- Éric Ruf : Yann
- André Marcon : Steindor
- Bulle Ogier : Dame cimetière
- François Chattot : Le père
- Rudi Rosenberg : Peter
- Nathalie Richard : La femme de Yann
- Françoise Le Treut : La laborantine
- Geneviève Robin-Treguer : Femme de Steindor
- Julien Simon : Le recteur
- Erika Vandelet : Professeur blonde
- Émile Morel : L'élève de Beckett

## Autour du film
Le film a été tourné en novembre 1997 sur l'île d'Ouessant.